# H-IIB
H-IIB var en japansk rymdraket. Raketen började utvecklas 2004 av Japans rymdorgan JAXA och är en vidareutveckling av H-IIA-raketen. H-IIB användes för att skjuta upp H-II Transfer Vehicle till rymdstationen ISS. Första uppskjutningen skedde den 10 september år 2009 klockan 19.01 svensk sommartid.
Raketen består av två vätskedrivna steg och fyra startraketer.
Den sista uppskjutningen gjordes den 20 maj 2020. Raketen kommer ersättas av en raket kallad H-III.

## Uppskjutningar

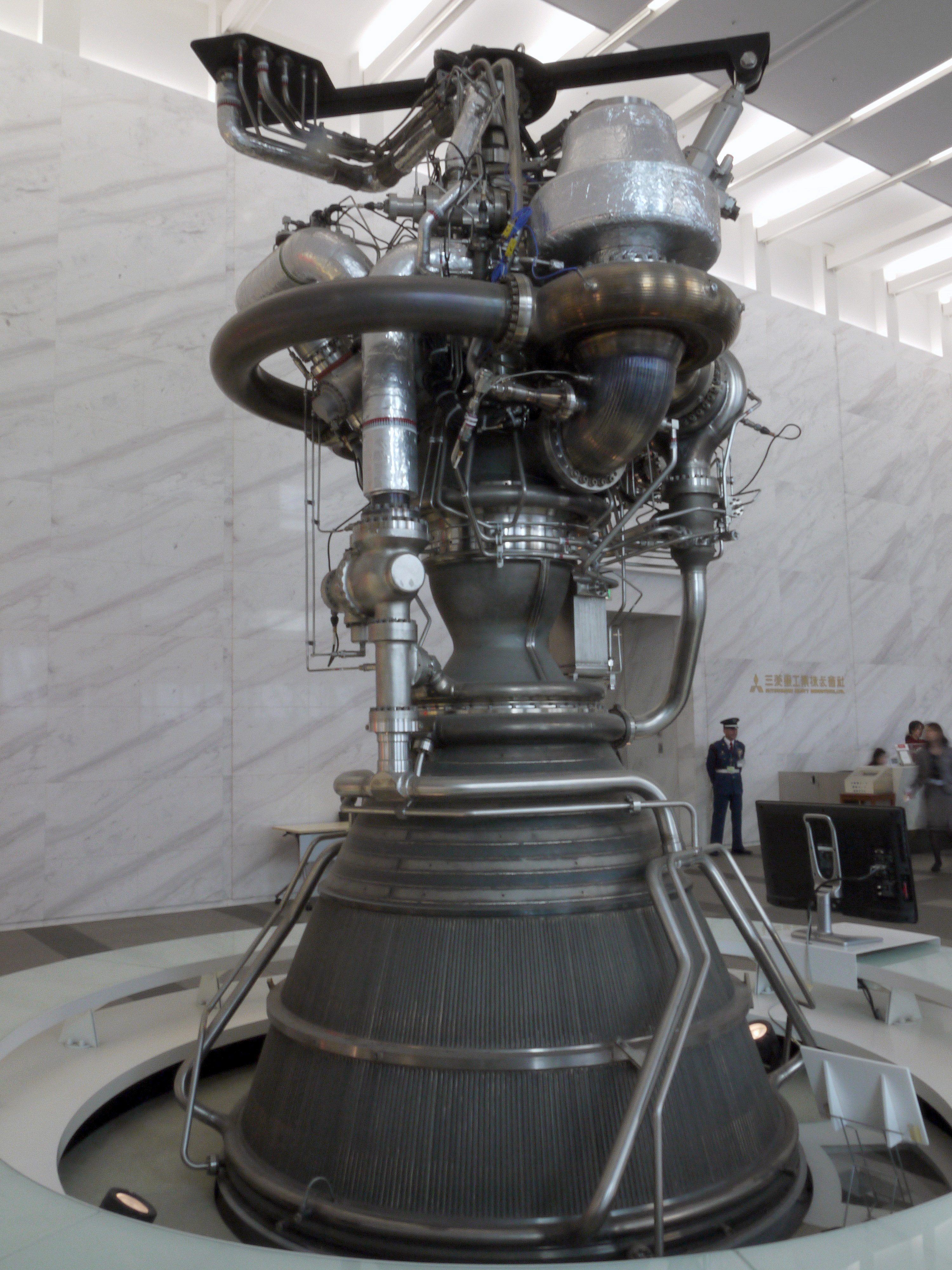
LE-7A

| Flygning | Datum (UTC)                | Utförande | Nyttolast |
| -------- | -------------------------- | --------- | --------- |
| TF1      | 10 september 2009 17:01:46 | Lyckad    | HTV-1     |
| F2       | 22 januari 2011 05:37:57   | Lyckad    | HTV-2     |
| F3       | 21 juli 2012 02:06:18      | Lyckad    | HTV-3     |
| F4       | 3 augusti 2013 19:48:46    | Lyckad    | HTV-4     |
| F5       | 19 augusti 2015 11:50:49   | Lyckad    | HTV-5     |
| F6       | 9 december 2016 13:26:47   | Lyckad    | HTV-6     |
| F7       | 22 september 2018 17:52:27 | Lyckad    | HTV-7     |
| F8       | 24 september 2019 16:05:05 | Lyckad    | HTV-8     |
| F9       | 20 maj 2020 17:31:00       | Lyckad    | HTV-9     |

- LE-7A